# Otto Schulz (Admiral)
Otto Wilhelm Karl Schulz (* 12. März 1900 in Darmstadt; † 28. März 1974 in Bad Wildungen) war ein deutscher Konteradmiral der Kriegsmarine.

## Leben
Otto Schulz trat am 4. April 1916 als Kriegsfreiwilliger in die Kaiserliche Marine ein. Bis August 1916 war er zur Grundausbildung an der Marineschule und ab 1. Juni 1916 auf der Freya. Er kam dann als Seekadett auf die Rheinland, wurde hier Fähnrich zur See (mit RDA 13. Januar 1917 ernannt) und erhielt im März 1917 eine Kommandierung auf die Oldenburg, wo er bis August 1917 blieb. Bis November 1917 besuchte er einen Ausbildungskurs zum Navigationsoffizier, um für einen Monat auf die Oldenburg zurückzukehren und dann bis Februar 1918 erneut einen Lehrgang für Funkentelegraphie an der Funkentelegraphieschule Flensburg-Mürwik zu besuchen. Bis Kriegsende war er dann wieder auf der Oldenburg. Mit dem Gutachten der Offiziere wurde ihm am 18. April 1918 die Eignung als Offizier zugesprochen. Mit RDA vom 19. Juni 1918 wurde er zum Leutnant zur See ernannt. Von Anfang Dezember 1918 bis Anfang 1919 war er bei der XII. Marine-Artillerie-Abteilung. Bis 17. Februar 1919 war er dem Chef der Marinestation der Ostsee bzw. der Nordsee zur Verfügung gesetzt.
Vom 17. Februar 1919 bis 26. Mai 1920 war er bei der II. Marine-Brigade. Hier diente er in der Offizier-Sturmkompanie, dann als Gewehrführer eines schweren MGs und dann als Ordonnanzoffizier eines Brigadeadjutanten. Anschließend wurde er in die Reichsmarine übernommen und es folgte bis 24. Mai 1921 sein Einsatz als Zugführer in der 3. Infanterie-Kompanie der I. Schiffsstammdivision der Nordsee. Er kam bis 22. September 1923 auf den Kreuzer Arcona, wurde am 1. April 1922 Oberleutnant zur See und diente hier bis 1. April 1923 als Funkenoffizier und ab 1. Oktober 1920 zusätzlich als Wachoffizier. Bis September 1923 folgte sein Einsatz als Wachoffizier und Divisionsoffizier. Von Bord der Arcona kam er bis 21. September 1925 als Marinenachrichtenoffizier nach List und war hier zugleich Adjutant bei der Kommandantur Cuxhaven. Von Anfang Februar 1925 bis Mitte März 1925 hatte er einen Wiederholungskurs für Funkenoffiziere an der Marinenachrichtenschule Flensburg-Mürwik besucht. Er kam zur Dienstleitung als Assistent in die Inspektion des Torpedo- und Minenwesens. Ab Ende September 1927 war er im Versuchskommando der Marine in Kiel und zeitgleich Kommandant des Peilbootes P III. Vom 30. September 1927 bis 25. September 1929 war er als I. Funkenoffizier und Wachoffizier auf der Elsass. Am 1. Februar 1929 war er in dieser Position zum Kapitänleutnant befördert worden und hatte im November/Dezember 1927 einen erneuten Wiederholungskurs für Funkenoffiziere besucht. Bis 24. September 1931 ging er als Wachoffizier auf die Schleswig-Holstein. Er kam als Referent in die Abwehrabteilung im Reichswehrministerium und blieb hier bis 29. September 1933. Anschließend wurde er, ab 1. April 1935 Korvettenkapitän, bis 24. September 1935 an die Marineakademie für eine Führergehilfenausbildung kommandiert, bevor er bis 29. September 1937 als Navigationsoffizier auf der Leipzig diente. Es folgten weitere Stabsstellen und am 1. Oktober 1938 wurde er Fregattenkapitän. Vom 1. September 1939 bis 28. Februar 1940 war er Leiter der Abwehrstelle an der Marinestation der Nordsee, war zeitgleich dort Asto und dann dort bis Mitte März 1943 nur noch Asto. Am 1. April 1940 war er in dieser Position zum Kapitän zur See befördert worden. Von April 1943 an war er Kommandant der Seeverteidigung Krim, welche mit dem Fall von Sewastopol am 12. Mai 1944 aufgelöst wurde. Am 1. März 1944 wurde er Konteradmiral. Von Mitte Mai 1944 bis Ende Juni 1944 war er zur Verfügung des Kommandierenden Admirals Schwarzes Meer gesetzt und beurlaubt. Anschließend war er bis Kriegsende Chef der Abteilung Nachrichtenauswertung (3/Skl). Nach dem Krieg war er anfangs als Abteilungschef Raum Mürwik erst in britischer, dann bis Mitte Juni 1947 in amerikanischer Kriegsgefangenschaft.
Am 17. Mai 1944 erhielt er für den Abtransport der „Krimkämpfer“ das Ritterkreuz des Eisernen Kreuzes. Er war auch Träger des Spanienkreuzes in Bronze.